# Chapelle Sainte-Béline
La chapelle Sainte-Béline est un édifice religieux construit sur une colline non loin de l'Ource.

## Localisation
La chapelle Sainte-Béline est situé sur la commune française de Landreville, dans le canton d’Essoyes du département de l'Aube en Champagne-Ardenne.

## Historique
La chapelle a été construite au XVe siècle à l'emplacement présumé de la demeure de sainte Béline. La cave de la chapelle serait un vestige de celle-ci. Elle appartint à l'abbaye de Pothières, puis fut cédée à la fabrique de Landreville. Pendant la Révolution, le 13 fructidor an 6 (30 août 1798), elle fut vendue comme bien national à Pierre Depontailler, cultivateur à Landreville. Elle a ensuite appartenu successivement à Jacques Quinot, Claude Quinot, Joseph Rabiat, Alexandre Rabiat, Pierre Galley, Mr. Thimard. L'abbé Edmond Pierre Marie Jactat en devient propriétaire le 16 septembre 1910. Il entreprend la restauration de l'édifice et construit un clocher. Une petite cloche est bénie le 16 septembre 1913 par le Révérend Père Dom Maréchaux. La chapelle est transmise en 1951 à Maître Edmond Marie Honoré Jactat, neveu de l'abbé. Madame Grau-Jactat la reçoit en héritage, puis en fait don en 2003 à la commune de Landreville.
Le culte de sainte Béline fut réactivé à partir de 1913 par l'abbé Jactat. Un pèlerinage annuel fut institué chaque lundi de Pentecôte à partir de 1924. Une cérémonie à la chapelle et une procession perdurèrent à cette date jusque dans les années 1980.

## Patronage
La chapelle est dédiée à sainte Béline, jeune martyre du XIVe siècle.
Sainte Béline est fêtée le 19 février.